# Schistochila appendiculata
Schistochila appendiculata là một loài rêu tản trong họ Schistochilaceae. Loài này được (Hook.) Dumort. ex Trevis. miêu tả khoa học lần đầu tiên năm 1877.